# 篠原貴行
篠原貴行（1976年9月7日—），日本棒球選手，出生於日本福岡県福岡市東区，曾經效力於日本職棒橫濱DeNA灣星等隊伍，生涯通算33次勝投。